# Campionati europei di atletica leggera 2018 - 800 metri piani femminili
Gli 800 metri piani femminili ai campionati europei di atletica leggera 2018 si sono svolti tra il 7 e il 10 agosto 2018.

## Podio
| Oro     | Natalija Pryščepa Ucraina |
| Argento | Rénelle Lamote Francia    |
| Bronzo  | Olha Lyakhova Ucraina     |

## Record
Prima di questa competizione, il record del mondo (RM), il record europeo (EU) ed il record dei campionati (RC) erano i seguenti:
| Record                | Prestazione | Atleta                          | Data                                       | Competizione |
| --------------------- | ----------- | ------------------------------- | ------------------------------------------ | ------------ |
| Record mondiale       | 1'53"28     | Jarmila Kratochvílová Rep. Ceca | 26 luglio 1983 Monaco di Baviera, Germania |              |
| Record europeo        | 1'53"28     | Jarmila Kratochvílová Rep. Ceca | 26 luglio 1983 Monaco di Baviera, Germania |              |
| Record dei campionati | 1'55"41     | Ol'ga Mineeva Unione Sovietica  | 8 settembre 1982 Atene, Grecia             | Europei 1982 |

## Risultati

### Batterie
Passano alle semifinali le prime tre atlete di ogni batteria (Q) e le quattro atlete con i migliori tempi tra le escluse (q).
| Pos. | Batteria | Corsia | Nome                    | Nazionalità   | Tempo   | Note                                     |
| ---- | -------- | ------ | ----------------------- | ------------- | ------- | ---------------------------------------- |
| 1    | 1        | 4      | Olha Lyakhova           | Ucraina       | 2'00"26 | Q                                        |
| 2    | 1        | 8      | Lynsey Sharp            | Gran Bretagna | 2'00"32 | Q                                        |
| 3    | 1        | 7      | Selina Büchel           | Svizzera      | 2'00"42 | Q                                        |
| 4    | 1        | 6      | Angelika Cichocka       | Polonia       | 2'01"01 | q                                        |
| 5    | 4        | 3      | Hanna Hermansson        | Svezia        | 2'01"33 | Q                                        |
| 6    | 4        | 4      | Rénelle Lamote          | Francia       | 2'01"34 | Q                                        |
| 7    | 4        | 5      | Christina Hering        | Germania      | 2'01"57 | Q                                        |
| 8    | 4        | 6      | Anna Sabat              | Polonia       | 2'01"67 | q                                        |
| 9    | 2        | 2      | Adelle Tracey           | Gran Bretagna | 2'01"91 | Q                                        |
| 10   | 2        | 5      | Charline Mathias        | Lussemburgo   | 2'02"08 | Q                                        |
| 11   | 4        | 7      | Aníta Hinriksdóttir     | Islanda       | 2'02"15 | q                                        |
| 12   | 4        | 8      | Eglė Balčiūnaitė        | Lituania      | 2'02"18 | q                                        |
| 13   | 2        | 4      | Lore Hoffmann           | Svizzera      | 2'02"23 | Q                                        |
| 14   | 2        | 3      | Cynthia Anaïs           | Francia       | 2'02"27 |                                          |
| 15   | 1        | 2      | Yusneysi Santiusti      | Italia        | 2'02"46 |                                          |
| 16   | 4        | 2      | Gabriela Gajanová       | Slovacchia    | 2'02"57 |                                          |
| 17   | 4        | 1      | Sara Kuivisto           | Finlandia     | 2'02"62 |                                          |
| 18   | 2        | 8      | Sanne Verstegen         | Paesi Bassi   | 2'02"72 |                                          |
| 19   | 2        | 7      | Elena Bellò             | Italia        | 2'02"77 |                                          |
| 20   | 1        | 3      | Síofra Cléirigh Büttner | Irlanda       | 2'02"80 |                                          |
| 21   | 1        | 5      | Natalia Evangelidou     | Cipro         | 2'03"38 |                                          |
| 22   | 1        | 1      | Bianka Kéri             | Ungheria      | 2'03"44 | Miglior prestazione personale stagionale |
| 23   | 3        | 3      | Natalija Pryščepa       | Ucraina       | 2'04"07 | Q                                        |
| 24   | 3        | 1      | Shelayna Oskan-Clarke   | Gran Bretagna | 2'04"08 | Q                                        |
| 25   | 2        | 1      | Claire Mooney           | Irlanda       | 2'04"26 |                                          |
| 26   | 3        | 8      | Lovisa Lindh            | Svezia        | 2'04"28 | Q                                        |
| 27   | 3        | 7      | Claudia Saunders        | Francia       | 2'04"46 |                                          |
| 28   | 3        | 2      | Darja Barysiewicz       | Bielorussia   | 2'04"65 |                                          |
| 29   | 3        | 5      | Līga Velvere            | Lettonia      | 2'05"13 |                                          |
| 30   | 3        | 6      | Yngvild Elvemo          | Norvegia      | 2'05"79 |                                          |
| 31   | 4        | 8      | Gresa Bakraçi           | Kosovo        | 2'14"22 |                                          |
| 32   | 3        | 4      | Renée Eykens            | Belgio        | 2'56"24 |                                          |
|      | 2        | 8      | Hedda Hynne             | Norvegia      | dns     |                                          |

### Semifinali
Passano alla finale le prime tre atlete di ogni batteria (Q) e le due atlete con i migliori tempi tra le escluse (q).
| Pos. | Semifinale | Corsia | Nome                  | Nazionalità   | Tempo   | Note                                     |
| ---- | ---------- | ------ | --------------------- | ------------- | ------- | ---------------------------------------- |
| 1    | 2          | 5      | Rénelle Lamote        | Francia       | 1'59"44 | Q                                        |
| 2    | 2          | 7      | Adelle Tracey         | Gran Bretagna | 1'59"86 | Q                                        |
| 3    | 2          | 8      | Anna Sabat            | Polonia       | 2'00"32 | Q                                        |
| 4    | 2          | 6      | Shelayna Oskan-Clarke | Gran Bretagna | 2'00"39 | q                                        |
| 5    | 2          | 4      | Olha Lyakhova         | Ucraina       | 2'00"47 | q                                        |
| 6    | 2          | 1      | Hanna Hermansson      | Svezia        | 2'00"52 | Miglior prestazione personale stagionale |
| 7    | 2          | 2      | Lore Hoffmann         | Svizzera      | 2'01"67 | Miglior prestazione personale            |
| 8    | 2          | 6      | Charline Mathias      | Lussemburgo   | 2'02"01 |                                          |
| 9    | 1          | 4      | Natalija Pryščepa     | Ucraina       | 2'02"71 | Q                                        |
| 10   | 1          | 3      | Lynsey Sharp          | Gran Bretagna | 2'02"73 | Q                                        |
| 11   | 1          | 5      | Selina Büchel         | Svizzera      | 2'02"84 | Q                                        |
| 12   | 1          | 7      | Angelika Cichocka     | Polonia       | 2'03"14 |                                          |
| 13   | 1          | 1      | Lovisa Lindh          | Svezia        | 2'03"25 | q                                        |
| 14   | 1          | 6      | Christina Hering      | Germania      | 2'04"04 |                                          |
| 15   | 1          | 2      | Eglė Balčiūnaitė      | Lituania      | 2'04"60 |                                          |
|      | 1          | 8      | Aníta Hinriksdóttir   | Islanda       | dq      |                                          |

### Finale
| Pos. | Corsia | Nome                  | Nazionalità   | Tempo   | Note                                     |
| ---- | ------ | --------------------- | ------------- | ------- | ---------------------------------------- |
|      | 7      | Natalija Pryščepa     | Ucraina       | 2'00"38 |                                          |
|      | 6      | Rénelle Lamote        | Francia       | 2'00"62 |                                          |
|      | 8      | Olha Lyakhova         | Ucraina       | 2'00"79 |                                          |
| 4    | 5      | Adelle Tracey         | Gran Bretagna | 2'00"86 |                                          |
| 5    | 5      | Anna Sabat            | Polonia       | 2'01"26 |                                          |
| 6    | 2      | Lynsey Sharp          | Gran Bretagna | 2'01"83 |                                          |
| 7    | 1      | Selina Büchel         | Svizzera      | 2'02"05 |                                          |
| 8    | 3      | Shelayna Oskan-Clarke | Gran Bretagna | 2'02"26 |                                          |
| 9    | 8      | Lovisa Lindh          | Svezia        | 2'02"36 | Miglior prestazione personale stagionale |